# 블루버드 (기업)
주식회사 블루버드(Bluebird Inc.)는 대한민국의 산업용 모바일 제조업체이다. 산업용 스마트폰부터, RFID 기기, 모바일 핀테크 기기를 제조하며, 한국 시장점유율 80%를 차지하는 기업이다. 1995년 설립되어 소프트웨어 개발사로 출발해 1998년 산업용 모바일 제조 판매로 주력사업을 전환하였다. 2003년 국내 시장점유율 1위를 달성하였고, 2005년부터 해외진출을 본격적으로 추진하여 현재 고가형 산업용 단말기 글로벌 시장에서 제브라, 허니웰에 이어 시장점유율 3위를 기록하고 있다. 현재 전 세계 AIDC 업계 핵심 제조사로 알려져 있다.  2017년 이장원 대표이사가 정부 방미 경제인단으로 선정, 워싱턴 D.C. 미국상공회의소에서 양국 상의 주최로 열리는 ‘한·미 비즈니스 서밋’에 참석하였다.

## 연혁
- 2017년 블루버드 유럽법인 (독일, 스페인) 설립
- 2015년 블루버드 인도 R&D 센터 설립
- 2013년 글로벌 시장 점유율 4위 달성
- 2009년 글로벌 시장 10위 내 진입
- 2008년 생산기술센터 설립
- 2008년 북미법인 설립, 북경지사 설립
- 2005년 글로벌 시장 진출
- 2003년 국내 시장 점유율 1위 달성
- 2002년 세계 최초 모바일 POS BIP-1000시리즈 출시
- 1995년 회사설립